# АПОП (футбольний клуб)
АПОП Кінирас Пейя (грец. Αθλητικός Ποδοσφαιρικός Όμιλος Πέγειας Κινύρας) — колишній кіпрський футбольний клуб з  Пейї, Пафос, заснований 2003 року та розформований у 2012 році. Виступав у Першому дивізіоні. Домашні матчі приймав на Муніципальному стадіоні, потужністю 3 828 глядачів.

## Досягнення
- Володар кубка Кіпру: 2009